# Gerhard Wittke
Gerhard Wittke (* 7. Januar 1930) ist ein ehemaliger deutscher Fußballtorhüter.
Er spielte von 1949 bis 1950 für die Union Oberschöneweide, danach von 1950 bis 1954 für den SC Union 06 Berlin.  Von 1954 bis 1961 trat er dann noch für den SV Arminia Hannover an. In dieser Zeit wurde er vom Kicker-Sportmagazin sogar im weiteren Kreis der Nationalmannschaft gesehen.